# Renato Zapata
Renato Zapata Portilla (Lima, 16 de febrero de 1992) es un futbolista peruano. Juega de lateral izquierdo y actualmente está sin equipo. Tiene 33 años.

## Trayectoria

### Formación
Renato Zapata se formó en las divisiones menores de Universitario de Deportes. 

### León de Huanuco
A inicios del 2010, fue cedido a préstamo al León de Huánuco, equipo con el cual debutó en Primera División el 14 de febrero de 2010, dos días antes de cumplir 18 años. En aquella ocasión, León derrotó a Alianza Lima por 1-0 ingresó y Zapata ingresó como sustituto en los últimos minutos del encuentro. En total, alternó en 25 partidos durante la primera etapa del Campeonato Descentralizado 2010. Retornó a Universitario para la segunda etapa del torneo; sin embargo, no fue inscrito y se limitó a entrenar con el equipo durante el resto del 2010.

### Cambio de equipos y vuelta al León
Regresó al León para la temporada 2011 y cambió nuevamente de equipo en julio de ese año tras fichar por el Juan Aurich de Chiclayo. Luego viajó a Bulgaria para probar en el PFC CSKA Sofía, pero no convenció a los búlgaros retornando así a León de Huanuco el 2012 tiempo después fue sacado del plantel por indisciplina.
Tendría paso por la Universidad César Vallejo (2013) y Pacífico FC (2014) ese mismo año vuelve a León de Huánuco equipo con el que duraría hasta su descenso en el 2015.

### Paso por Deportivo Municipal y a la Segunda División
Para el 2016 llegó a Deportivo Municipal donde no era titular, tras eso el 2017 llega a Comerciantes Unidos para jugar la Copa Sudamericana 2017 logrando debutar internacionalmente, el 2018 llega a Los Caimanes con un nuevo modo de clasificación, sin embargo no pudo clasificar a la liguilla final, el año siguiente 2019 se une a Unión Huaral.

## Selección nacional
Ha sido internacional con la Selección de fútbol del Perú en las categoría Sub-17 con la que disputó el Campeonato Sudamericano Sub-17 de 2009 de Chile y también fue parte de la categoría Sub-20 que participó en el Campeonato Sudamericano Sub-20 que se realizó en Perú.

## Clubes
| Club                      | País | Año       |
| ------------------------- | ---- | --------- |
| León de Huánuco           | Perú | 2010      |
| Universitario de Deportes | Perú | 2010      |
| León de Huánuco           | Perú | 2011      |
| Juan Aurich               | Perú | 2011      |
| León de Huánuco           | Perú | 2012      |
| Universidad César Vallejo | Perú | 2012      |
| León de Huánuco           | Perú | 2013      |
| Pacífico FC               | Perú | 2014      |
| León de Huánuco           | Perú | 2014-2015 |
| Deportivo Municipal       | Perú | 2016      |
| Comerciantes Unidos       | Perú | 2017      |
| Los Caimanes              | Perú | 2018      |
| Unión Huaral              | Perú | 2019      |

## Palmarés
| Título                    | Club        | País | Año  |
| ------------------------- | ----------- | ---- | ---- |
| Primera División del Perú | Juan Aurich | Perú | 2011 |